# (1657) Roemera
(1657) Roemera ist ein Asteroid des Hauptgürtels, der am 6. März 1961 vom Schweizer Astronomen Paul Wild, vom Observatorium Zimmerwald der Universität Bern aus, entdeckt wurde.
Der Asteroid trägt den Namen der US-amerikanischen Astronomin Elizabeth Roemer.